# Lavatera
- Commons
- Wikispecies

Lavatera L. é um género botânico pertencente à família Malvaceae.
Trata-se de um género aceite por sistema Angiosperm Phylogeny Website.

## Sinonímia
| - Axolopha Alef. - Navaea Webb & Berth. - Olbia Medic. | - Saviniona Webb & Berth. - Steegia Steud. - Stegia DC. |

## Espécies
| - Lavatera abyssinica - Lavatera assurgentiflora - Lavatera acerifolia - Lavatera bryoniifolia - Lavatera cachmeriana - Lavatera insularis - Lavatera lindsayi - Lavatera maroccana - Lavatera mauritanica - Lavatera microphylla | - Lavatera oblongifolia - Lavatera olbia - Lavatera phoenicea - Lavatera punctata - Lavatera stenopetala - Lavatera thuringiaca - Lavatera triloba - Lavatera trimestris - Lavatera valdesii - Lavatera vidali |

- «Lista completa»

## Portugal
Em Portugal este género é representado pelos seguintes táxones, todas presentes e nativas de Portugal Continental. Lavatera trimestris encontra-se também introduzida nos Açores:
- Lavatera maritima Gouan
- Lavatera mauritanica Durieu subsp. davaei (Cout.) Cout.
- Lavatera olbia L. var. hispida (Desf.) Godr.
- Lavatera olbia L. var. olbia
- Lavatera triloba L. subsp. triloba var. triloba
- Lavatera trimestris L.

## Classificação do gênero
| Sistema | Classificação                        | Referência               |
| ------- | ------------------------------------ | ------------------------ |
| Linné   | Classe Monadelphia, ordem Polyandria | Species plantarum (1753) |